# 「ありがとうの笑顔」
「「ありがとうの笑顔」」（「ありがとうのえがお」）は、中川翔子の10作目のシングル。2009年10月14日発売。タイトルは鈎括弧を付けたものが、正式なタイトルである。

## 作品概要
- CD only盤、CD+DVD盤の2つの仕様でリリース。
- 2009年10月24日に行われる日本武道館ライブの記念盤的シングルである。
- CD+DVD盤ではアニメイベント「香港動漫節2009」の出演のために滞在した香港での様子を撮影した「中川翔子的香港超貪欲滞在記」がDVDに収録される。

## 収録曲
CD only盤、CD＋DVD盤
1. 「ありがとうの笑顔」 [4:54] 
作詞：中川翔子・青山紳一郎　作曲・編曲：多東康孝
テーマは「感謝」。言葉にならない「ありがとう」を歌った曲で自ら作詞した。
TBS系「飛び出せ!科学くん」エンディングテーマ曲。
2. rainbow forecast [5:09] 
作詞：meg rock、作曲・編曲：齋藤真也
映画『くもりときどきミートボール』の日本版主題歌。
3. 雨にキッスの花束を [4:24] 
作詞：岩里祐穂、作曲：KAN、編曲：平田祥一郎
今井美樹のカバー。原曲はアニメ『YAWARA』のオープニングテーマ。日本テレビ『NNN Newsリアルタイム』「リアルSPORTS」テーマ曲。
4. 「ありがとうの笑顔」-Instrumental-

## 初回特典
いずれの仕様でも以下が初回特典として添付される。ただし「CD only盤」と「CD＋DVD盤」ではブックレットおよびステッカーの写真が異なる。
- 香港ライブ記念スペシャルPHOTOブックレット(20P)
- 日本武道館ライブ記念スペシャルステッカー